# Palazzo Vincenti
Palazzo Vincenti è un edificio storico di Pisa, situato in corso Italia.

## Storia
Il palazzo ha origini medievali e fu ristrutturato nel XVIII secolo dalla famiglia di origine francese dei Vincenti.
Nel 1924 l'edificio venne adibito a sede della Camera di commercio di Pisa e per l'occasione restaurato, con un ciclo di affreschi realizzati da Galileo Chini nel 1928. Quando negli anni Cinquanta venne costruito il palazzo degli Affari in piazza Vittorio Emanuele II e lì trasferita la Camera di commercio, il palazzo Vincenti venne destinato a ospitare la Banca Popolare di Pisa e Pontedera. In seguito, altri istituti bancari si sono succeduti in questa sede: prima la Banca Popolare di Novara e poi la Credem-BNP Paribas.
Dal 2014 ospita il negozio di abbigliamento del marchio svedese H&M.

## Descrizione
L'interno dell'edificio presenta un ciclo di affreschi liberty realizzati dall'artista Galileo Chini nel 1928. Dominati dalla grande immagine della Vergine che veglia sulla città di Pisa, sono raffigurati vari momenti significativi della storia della città: Nicola Pisano che firma il contratto per realizzare il pulpito di Siena; il trasporto a Pisa della "terra santa" per edificare il camposanto; la posa della prima pietra per il duomo; la consegna della bolla di papa Clemente VI per l'Università di Pisa.
Lungo lo scalone sono raffigurati gli stemmi dei comuni appartenenti alla provincia di Pisa, mentre al primo piano si trova l'affresco dell'Abbondanza.

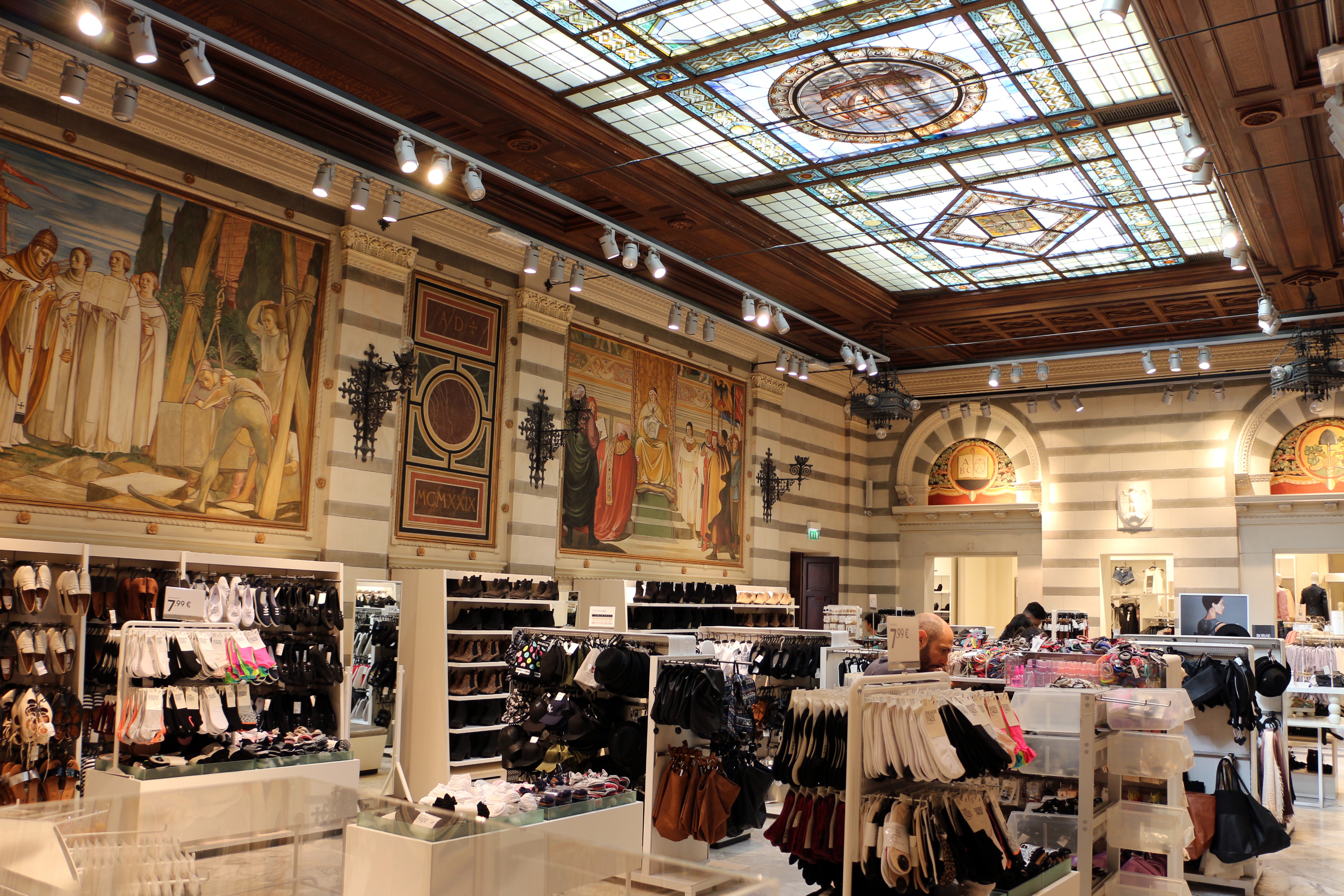
L'interno decorato in stile liberty
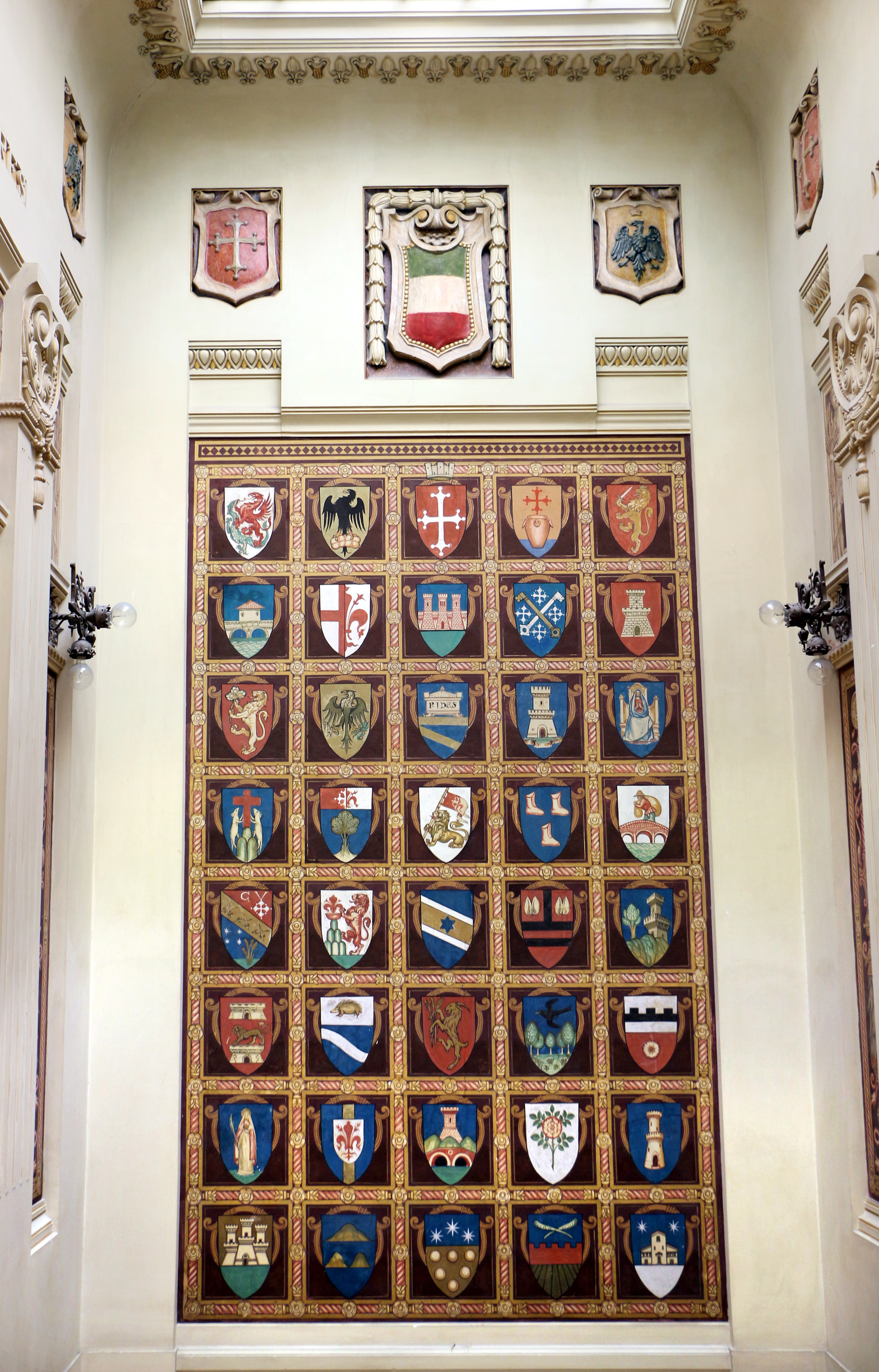
L'armoriale dei comuni pisani
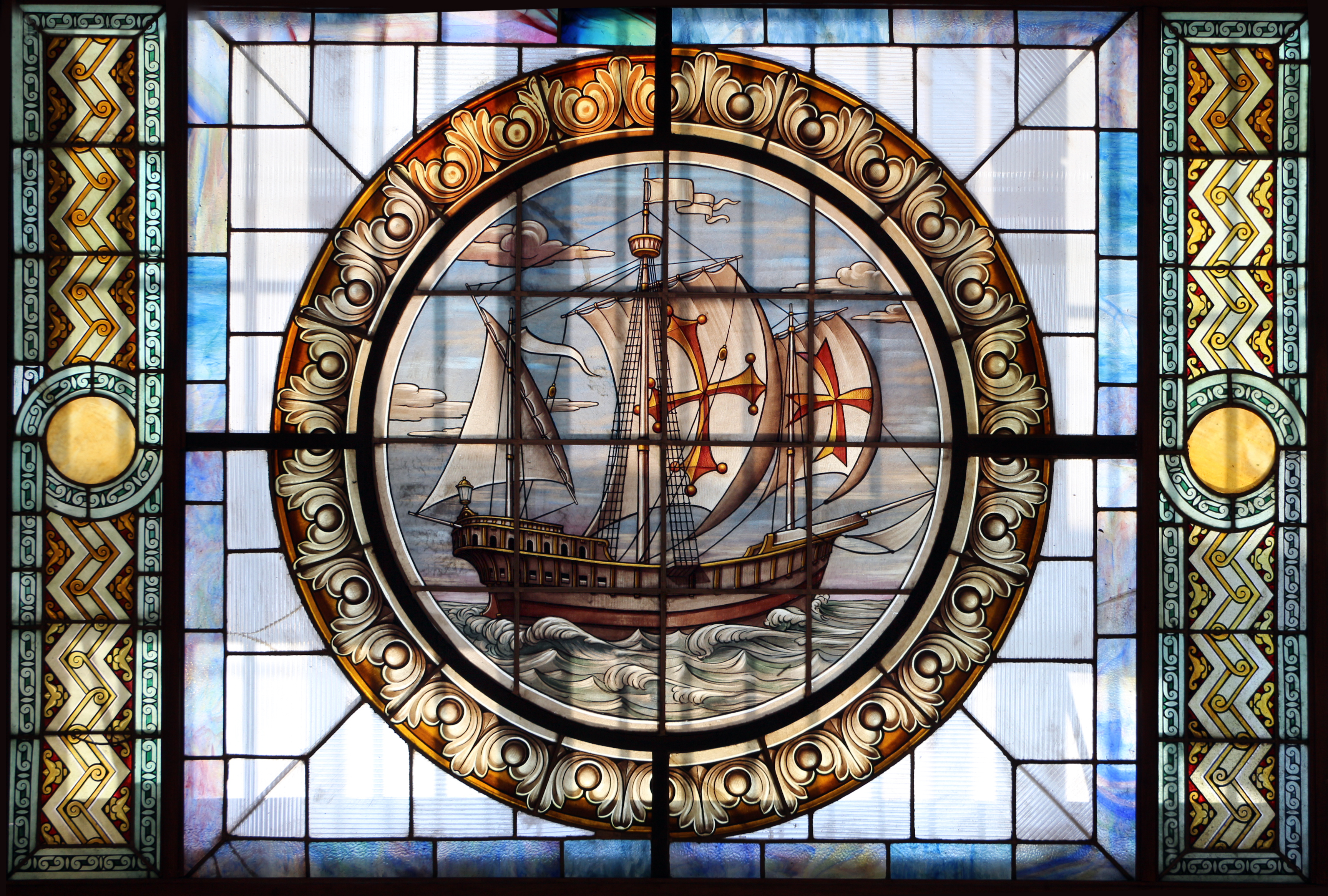
Particolare di una vetrata